# Viktoria Radeva
Viktoria Radeva est une joueuse d'échecs bulgare née le 15 mai 2001.
Au 1er juin 2017, elle est la troisième joueuse bulgare avec un classement Elo de 2 372 points.

## Biographie et carrière
Grand maître international féminin depuis 2021, Radeva remporta la médaille d'argent au championnat du monde des filles de moins de dix ans en 2011.
Elle gagne trois fois le championnat de Bulgarie féminin (en 2018, 2019 puis en 2023).
Lors de la Coupe du monde d'échecs féminine 2021, elle fut battue au premier tour par l'Américaine Tatev Abrahamyan.
Jouant au troisième échiquier de l'équipe de Bulgarie, elle remporte le Championnat d'Europe d'échecs des nations en 2023